# Intifada studentesca

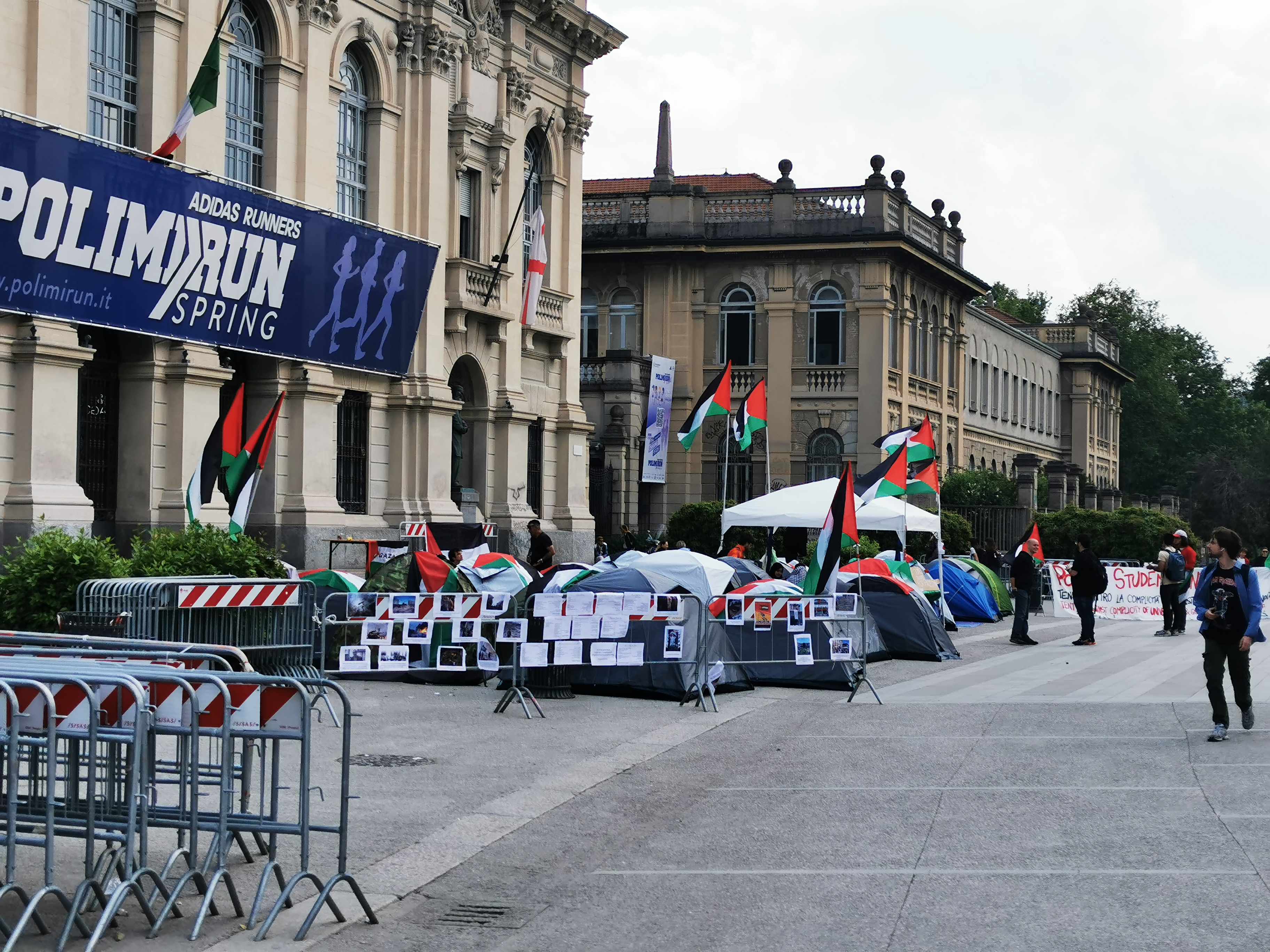
Accampamento dell'occupazione del Politecnico di Milano

L'espressione Intifada Studentesca è stata usata per designare complessivamente il movimento di studenti universitari pro-palestinesi sviluppatosi negli atenei italiani e nel mondo nella primavera del 2024. Le proteste nei campus universitari si sono intensificate nell'aprile 2024, diffondendosi negli Stati Uniti e in altri Paesi, tra cui l'Italia, come parte di più ampie proteste contro la guerra di Gaza e il contestuale genocidio da parte di Israele.
L'escalation è iniziata dopo gli arresti di massa durante l'occupazione del campus della Columbia University, a New York, guidati da gruppi antisionisti, in cui i manifestanti chiedevano il disinvestimento dell'università da parte di Israele per la politica militare adottata da quest'ultimo. Al 9 maggio, oltre 2900 manifestanti sono stati arrestati, inclusi docenti e professori, in oltre 60 campus statunitensi, con proteste che si sono diffuse in tutta Europa.
In Italia le occupazioni sono iniziate il 5 maggio all'Università di Bologna, dove gli studenti hanno montato le prime tende anticipando la mobilitazione nazionale chiamata dai Giovani Palestinesi d'Italia (GPI) in vista per il 15 maggio, 76º anniversario della Nakba. In pochi giorni il movimento si è espanso a macchia d'olio in tutta Italia: 
il 6 maggio è stata occupata "La Sapienza" di Roma, in cui già era stato occupato il rettorato il 25 marzo; il 7 maggio l'Intifada si è allargata alla Federico II di Napoli; il 10 maggio alla Statale di Milano e all'Università di Padova; l'11 al Politecnico di Milano; il 13 a Torino, a Bergamo e a Pisa; il 14 a Palermo; il 15 a Firenze, a Bari, a Genova e alla Bicocca di Milano; il 18 a Sassari; il 19 a Trento; il 21 a Trieste.

## Contesto
Proteste, occupazioni, manifestazioni e campagne contro l'occupazione militare del suolo palestinese, si sono verificate in tutto il mondo dopo l'escalation del 7 ottobre 2023. I manifestanti filo-palestinesi hanno criticato il sostegno militare e diplomatico dei loro governi e delle loro università a Israele, all'invasione israeliana della Striscia di Gaza e alla sua condotta, ritenuta genocidaria, rispetto al popolo della Palestina.

## Richieste e risposte
Le diverse richieste delle diverse proteste includono la rottura dei legami finanziari con Israele e le sue aziende e istituti affiliati, la trasparenza sui legami finanziari con le università israeliane.
In Italia gli studenti e i Giovani Palestinesi hanno, inoltre, scritto una lettera indirizzata alla ministra dell'università e della ricerca Anna Maria Bernini, alla presidente della Conferenza dei rettori delle università italiane Giovanna Iannantuoni, alla coordinatrice della commissione affari Internazionali CRUI Tiziana Lippiello e a tutti i rettori e rettrici degli atenei italiani in cui si chiede «alle università italiane di denunciare l'aggressione militare israeliana sulla popolazione della Striscia di Gaza oltre a esprimere solidarietà alla popolazione palestinese fornendo assistenza con tutti i mezzi possibili per sostenere le comunità universitarie e tutte le persone colpite». Gli studenti chiedono inoltre «la risoluzione immediata di tutti gli accordi universitari con atenei e aziende ubicate in Israele e il boicottaggio totale del sistema accademico israeliano, braccio forte dell'apparato di occupazione coloniale e base fondamentale di supporto al complesso politico-militare israeliano nei Territori Palestinesi Occupati». Nello specifico al governo chiedono «la risoluzione immediata dell’Accordo di Cooperazione nel campo della Ricerca e dello Sviluppo Industriale, Scientifico e Tecnologico tra il Governo italiano ed il Governo dello Stato di Israele del 2000, affinché si limiti al minimo la complicità del Governo italiano nei crimini di guerra e nei crimini contro l’umanità perpetrati da parte dello Stato di Israele contro i palestinesi». Infine, ritengono che il Ministero dell'università e della ricerca debba istituire un fondo per finanziare misure di sostegno per studenti, ricercatori e docenti palestinesi «affinché possano svolgere le proprie attività presso università, istituzioni per l’alta formazione artistica, musicale e coreutica ed enti di ricerca italiani».
Il 23 maggio si è riunita l'assemblea mensile della CRUI a seguito della quale i rettori si sono impegnati a:
- Mantenere alta l'attenzione su tutte le crisi internazionali in corso. Perché, come sostenuto dal presidente Mattarella, “la dignità umana, la rivendicazione della libertà, la condanna della sopraffazione, il rifiuto della brutale violenza non cambiano valore a seconda dei territori, a seconda dei confini tra gli Stati, a seconda delle relazioni internazionali tra parti politiche o movimenti”;
- Intensificare il lavoro della commissione mista CRUI-CNR-INFN-INAF appena istituita con l'incarico di proporre linee guida sui principi etici e deontologici che devono orientare l’utilizzo dei risultati della ricerca scientifica per un uso non militare;
- Favorire l’allargamento del dibattito pubblico e degli spazi di approfondimento interdisciplinare delle crisi internazionali e delle loro radici storiche, economiche, culturali, come già sta avvenendo negli atenei nel corso delle ultime settimane;
- Proseguire la collaborazione scientifica con le università straniere di ogni Paese. Interrompere gli accordi con le università significa infatti rigettare l’importanza di luoghi di riflessione, pensiero critico e confronto costruttivo. Scienza e cultura sono garanzia di liberi spazi di dialogo anche nella differenza di opinioni e visioni;
- Promuovere l’adesione delle università al consorzio UNIMED (Mediterranean Universities Union) di cui fanno parte le università palestinesi e a TESI (Technical Education Support for Higher Education Students Initiative) promossa dalla An-Najah National University e che prevede aiuti finanziari e materiali agli studenti della Striscia di Gaza;
- Chiedere il rafforzamento delle iniziative di Scholars at Risk e Students at Risk, per finanziare borse di studio finalizzate all’accoglienza di docenti, studenti e studentesse delle università palestinesi distrutte a causa del conflitto;
- Proporre l’istituzione di “Educare alla pace”, progetto che permetta alle università di istituire borse di studio per studentesse e studenti palestinesi. Promuovere, presso le istituzioni europee l’attivazione del programma “Erasmus for Palestine”.

Il giorno seguente il "comitato estensore della lettera per la sospensione del bando MAECI", composto da docenti e personale delle università italiane, ha risposto con un comunicato in cui esprimeva «sentimenti contrastanti». Il comitato accademico ha criticato soprattutto la scelta dei rettori di non interrompere le collaborazioni istituzionali con le università e i centri di ricerca israeliani accusando «le molteplici situazioni in cui gli stessi rettori di università israeliane hanno denunciato docenti con posizioni contrarie all’assalto militare, presso le autorità giudiziarie e di polizia», oltre a criticare «l’indefesso sostegno che tutti gli atenei, nessuno escluso, hanno professato per l’esercito israeliano, la continuazione dell’attacco e per il governo in carica - governo in cui siedono due persone che, a breve, potrebbero essere oggetto di mandati di arresto internazionali».